# Povodí Odry (státní podnik)
Povodí Odry, státní podnik je státní podnik se sídlem v Ostravě. Jeho náplní je správa významných vodních toků, činnosti spojené se zjišťováním a hodnocením stavu povrchových a podzemních vod. Územní působnost pokrývá oblast povodí Odry na území Olomouckého a Moravskoslezského kraje v České republice. Jeho zakladatelem je Ministerstvo zemědělství.

## Přehrady
Podnik spravuje devět přehradních nádrží. Jsou to Šance, Morávka, Těrlicko, Žermanice, Olešná, Baška, Kružberk, Lobník, Slezská Harta.